# Меналлен Тауншип (округ Адамс, Пенсільванія)
Меналлен Тауншип (англ. Menallen Township) — селище (англ. township) в США, в окрузі Адамс штату Пенсільванія. Населення — 3701 особа (2020).

## Демографія
Згідно з переписом 2010 року, у селищі мешкало 3515 осіб у 1255 домогосподарствах у складі 984 родин. Було 1471 помешкання
Расовий склад населення:
| - 92,2 % — білих - 1,1 % — чорних або афроамериканців - 0,3 % — корінних американців - 0,2 % — азіатів - 5,0 % — осіб інших рас |

До двох чи більше рас належало 1,2 %. Частка іспаномовних становила 12,8 % від усіх жителів.
За віковим діапазоном населення розподілялося таким чином: 24,7 % — особи молодші 18 років, 63,1 % — особи у віці 18—64 років, 12,2 % — особи у віці 65 років та старші. Медіана віку мешканця становила 39,4 року. На 100 осіб жіночої статі у селищі припадало 106,8 чоловіків;  на 100 жінок у віці від 18 років та старших — 107,7 чоловіків також старших 18 років.
Середній дохід на одне домашнє господарство  становив 73 248 доларів США (медіана — 64 412), а середній дохід на одну сім'ю — 78 202 долари (медіана — 66 579). За межею бідності перебувало 7,0 % осіб, у тому числі 2,3 % дітей у віці до 18 років та 6,8 % осіб у віці 65 років та старших.
Цивільне працевлаштоване населення становило 1975 осіб. Основні галузі зайнятості: виробництво — 19,9 %, освіта, охорона здоров'я та соціальна допомога — 17,7 %, роздрібна торгівля — 15,4 %, сільське господарство, лісництво, риболовля — 13,2 %.